# 52 Persei
52 Persei (f Persei) é uma estrela na direção da Perseus. Possui uma ascensão reta de 04h 14m 53.31s e uma declinação de +40° 29′ 01.4″. Sua magnitude aparente é igual a 4.67. Considerando sua distância de 627 anos-luz em relação à Terra, sua magnitude absoluta é igual a −0.32. Pertence à classe espectral G5II comp.